# 莫里斯米爾 (特拉華州)
莫里斯米爾（英語：Morris Mill）是位於美國特拉華州蘇塞克斯縣的一個非建制地區。該地的面積和人口皆未知。

## 地理
莫里斯米爾的座標為38°38′20″N 75°19′01″W / 38.63889°N 75.31694°W，而該地的平均海拔高度為7米（即23英尺）。